# Cryptopimpla solitaria
Cryptopimpla solitaria là một loài tò vò trong họ Ichneumonidae.